# Periclocystis ardeni
Periclocystis ardeni är en snäckart som beskrevs av Tom Iredale 1937. Periclocystis ardeni ingår i släktet Periclocystis och familjen Helicarionidae. Inga underarter finns listade i Catalogue of Life.